# Санта-Роза (округ)
Са́нта-Ро́за (англ. Santa Rosa county) — округ штата Флорида Соединённых Штатов Америки. На 2000 год в нем проживало 117 743 человека. По оценке бюро переписи населения США в 2008 году население округа составляло 150 053 человека. Окружным центром является город Милтон.

## История
Округ Санта-Роза был сформирован в 1842 году. Своё название он получил от острова Санта-Роза.